# Ольково
Ольково — деревня в Вытегорском районе Вологодской области.
Входит в состав Андомского сельского поселения (с 1 января 2006 года по 9 апреля 2009 года входила в Тудозерское сельское поселение), с точки зрения административно-территориального деления — в Тудозерский сельсовет.
Расстояние до районного центра Вытегры по автодороге — 43 км, до центра муниципального образования села Андомский Погост  по прямой — 14 км. Ближайшие населённые пункты — Гневашевская, Ларьково, Озерное-Устье.
По переписи 2002 года население — 16 человек.